# Małgorzata Lorentowicz

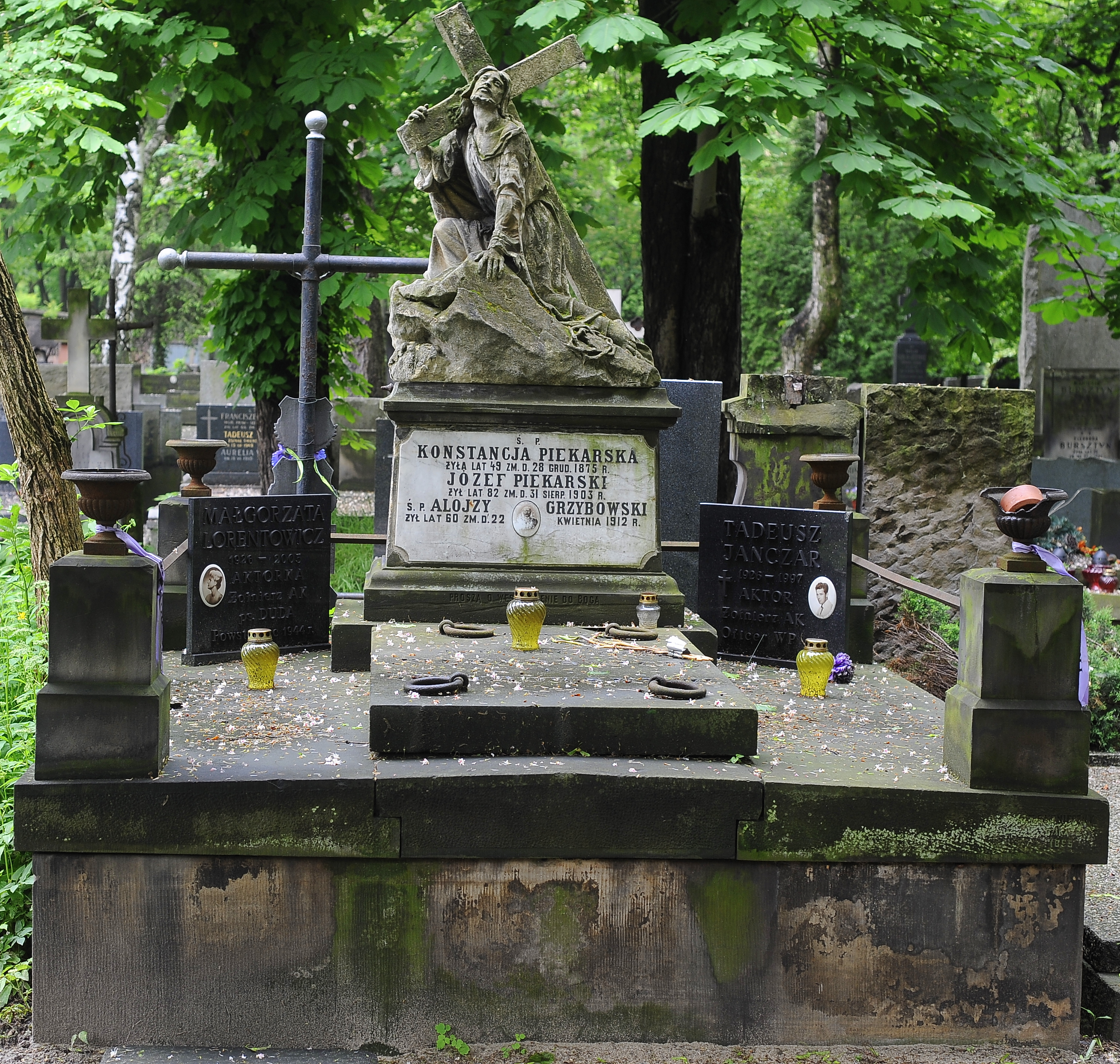
Mormântul Małgorzatei Lorentowicz în Cimitirul Powązki din Varșovia

Małgorzata Lorentowicz, pe numele real Janina Lorentowicz-Janczar, (n. 8 ianuarie 1927, Varșovia — d. 8 mai 2005, Varșovia) a fost o actriță poloneză de teatru și film, care a interpretat cu predilecție rolurile unor doamne elegante din societatea poloneză. A participat în tinerețe ca asistentă sanitară a organizației de rezistență Armia Krajowa la Revolta din Varșovia (1944).

## Biografie
S-a născut pe 8 ianuarie 1927 la Varșovia.
A făcut parte începând din 1942 din organizația de rezistență Armia Krajowa și a fost asistentă sanitară a grupului „Kryska” în timpul Revoltei din Varșovia. În acea vreme a purtat numele conspirativ Duda.
După război, în 1951, a absolvit cursurile de actorie ale Școlii Naționale Superioare de Teatru din Varșovia. A jucat încă din timpul facultății pe scena Teatrului Polonez din Szczecin (1950-1951), debutând la 4 noiembrie 1950 în spectacolul cu piesa Dobry człowiek de Krzysztof Gruszczyński, pus în scenă de regizorul Jerzy Ukleja. După absolvire a activat ca actriță la Teatrul Ateneum „Stefan Jaracz” din Varșovia (1951-1952), la Teatrul Polonez din Wrocław (1952-1955), la Teatrul „Młoda Warszawa” din Varșovia (1955-1957), la Teatrul Național din Varșovia (1957-1960 și 1968-1988) și la Teatrul Universal din Varșovia (1960-1968). A interpretat roluri în numeroase spectacole reprezentate în cadrul Teatrului Radiofonic (din 1955) și al Teatrului de Televiziune (din 1966).
A fost decorată, printre altele, cu Crucea de Cavaler a Ordinului Polonia Restituta, Crucea Vitejiei și Crucea Revoltei din Varșovia și a primit, de asemenea, o insignă onorifică de aur pentru serviciile către Varșovia.

### Viața particulară
A fost căsătorită de două ori; cel de-al doilea soț al ei a fost actorul Tadeusz Janczar. Fiul ei vitreg, Krzysztof Janczar, este, de asemenea, actor.
A murit la 8 mai 2005 și a fost înmormântată în Cimitirul Powązki din Varșovia (secțiunea 168-1-20/21).

## Filmografie
- 1954: Pod gwiazdą frygijską – Wajszycowa, soția șefului poliției
- 1956: Nikodem Dyzma – Dobicińska, soția generalului
- 1961: Odwiedziny prezydenta – mama lui Jacek
- 1963: Pamiętnik pani Hanki – Elisabeth Normann, „soția” lui Renowicki
- 1966: Wojna domowa – mama Basiei
- 1966: Bariera – proprietara apartamentului
- 1967: Kiedy miłość była zbrodnią – asistenta medicală din apartamentul Ingăi
- 1968: Totul de vânzare – participantă la banchet
- 1968: Tabliczka marzenia – o doamnă membră a Comitetul părinților aflată la cafenea
- 1968: Stawka większa niż życie – soția kreisleiterului
- 1969: Jak zdobyć pieniądze, kobietę i sławę – cumpărătoarea unui câine dintr-o mașină sprijinită în cric
- 1969: Do przerwy 0:1 – soția șoferului
- 1970: Mały – Magda Lewicka, mama Nataliei
- 1971: Wiktoryna, czyli czy pan pochodzi z Beauvais? – doamna Fersit, participantă la cină
- 1971: Przez dziewięć mostów – moștenitoarea
- 1972: Nunta – doamna consilier
- 1973: Brzydkie kaczątko – directoarea Łukomska
- 1978: Romans Teresy Hennert – soția generalului Chwościk
- 1979: Doktor Murek – Wanda Relska, menajera dr. Murek/Franz Klemm
- 1980: Zamach stanu – spectatoare la Procesul de la Brest
- 1981: Spokojne lata – Małgorzata, mama lui Edward
- 1985: Lubię nietoperze – mătușa Izei
- 1986: Weryfikacja – doamna Maria, proprietara apartamentului închiriat de Marek
- 1986: Străina – Luiza, mătușa Różei
- 1987: Rajski ptak – pacienta bioenergoterapeutului
- 1988-1990: W labiryncie – Anna Suchecka, soția profesorului
- 1988: Kogel-mogel – Wolańska, bunica lui Piotruś
- 1989: Galimatias, czyli kogel-mogel II – Wolańska, bunica lui Piotruś
- 1994-1995: Spółka rodzinna – Apolonia Sławska, mama Alicjei
- 2001: Przeprowadzki – bătrâna doamnă Kubicz, mama lui Eustachy

## Distincții
- Crucea Vitejiei (1959)[3][7]
- Crucea de Cavaler a Ordinului Polonia Restituta (1968)[3][7]
- Medalia „A 40-a aniversare a Poloniei Populare” (1985)[3][7]
- Insigna „Activist cultural merituos” (1966)[3][7]
- Insigna „Activist sindical merituos” (1969)[3]
- Insigna „Pentru servicii aduse Varșoviei” (1979)[3]